# Johan Karlsson (Fußballspieler, 1975)
Johan Karlsson (* 6. April 1975 in Linköping) ist ein schwedischer ehemaliger Fußballspieler. Der Abwehrspieler lief in über 250 Spielen in der Allsvenskan auf. Mit IF Elfsborg gewann er in der Spielzeit 2006 den schwedischen Meistertitel sowie drei Jahre zuvor den Landespokal.

## Werdegang
Karlsson begann mit dem Fußballspielen bei Horn/Hycklinge IF. Mit dem Klub spielte er im unterklassigen Amateurbereich, ehe er sich 1998 dem Zweitligisten Åtvidabergs FF anschloss. In der Division 1 Södra erreichte er mit der Mannschaft den siebten Tabellenrang, der die direkte Qualifikation zur neu eingeführten eingleisigen zweiten Liga Superettan bedeutete. Nachdem die Mannschaft dort in der Auftaktsaison 2000 nur einen Abstiegsplatz belegt hatte, verließ Karlsson den Klub.
Neuer Arbeitgeber Karlssons wurde der Erstligist IF Elfsborg. Anfangs gehörte er dort zu den Ergänzungsspielern, so dass er in seiner ersten Spielzeit für den neuen Klub in 15 Partien zum Einsatz kam. In den folgenden Jahren etablierte er sich als Stammkraft in der Abwehrreihe und bestritt jeweils über 20 der 26 Saisonspiele. 2003 zog er mit der Mannschaft ins Finale um den schwedischen Landespokal ein, in dem Assyriska Föreningen mit zwei Toren von Lars Nilsson durch einen 2:0-Erfolg besiegt wurde. Drei Jahre später lief er in allen 26 Ligapartien auf und trug somit entscheidend zum Gewinn des Lennart-Johansson-Pokals für den schwedischen Landesmeister bei. Auch in den folgenden Jahren gehörte er zu den Leistungsträgern des Klubs und stand unter Trainer Magnus Haglund an der Seite von Jari Ilola, Johan Sjöberg und Teddy Lučić regelmäßig in der Startformation des Klubs. Hatte er in der Spielzeit 2011 als Stammkraft nochmals 25 Saisonspiele bestritten, beendete er nach Saisonende seine Laufbahn. Für IF Elfsborg hatte er zu diesem Zeitpunkt 263 Spiele in der höchsten schwedischen Liga bestritten.